# Drag en Belgique
La scène drag en Belgique existe au moins depuis les années 1970.

## Histoire
Comme dans la plupart des capitales européennes à cette époque, c'est dans les années 2000 que la culture drag king se développe à Bruxelles. Ainsi, d'après le chercheur Luca Greco, les premières performances drag king ont lieu en 2001 dans le cadre du festival de cinéma Pink Screens. Trois ans plus tard, en 2004, Max Nisol crée le collectif DKB (Drag King Bruxelles), qui organise des ateliers drag king et est intégré à partir de 2007 à l'association Genres Pluriels, cofondée de nouveau par Max Nisol ainsi que deux autres militants. Contrairement à d'autres, ces ateliers ont pour particularité d'être ouverts à tous, y compris aux hommes cisgenres,.
Avec une popularité grandissante dans les années 2020, les artistes drag belges deviennent également la cible des réactionnaires transphobes ou homophobes, ainsi que de la droite conservatrice.
Les personnes racisées, mais aussi les drag kings ou encore les personnes non binaires, sont sous-représentés, ce qui est combattu par des collectifs comme Les Peaux de Minuit ou la Barakakings.

## Lieux
À Liège, Mama Roma est ouvert de 1973 à 2012.
À Bruxelles, le cabaret Chez Maman est ouvert par Serge Morel (alias Maman) en 1994, Il est toujours actif en 2023. Le Cabaret Mademoiselle ouvre en 2017 et connaît en 2023 un succès important.

## Télévision
Dans les années 2020, comme ailleurs dans le monde, le drag gagne en popularité. En Belgique francophone, la première saison de la version belge de RuPaul's Drag Race, Drag Race Belgique, est diffusée au printemps 2023 et voit Drag Couenne couronnée première Superstar Drag de Belgique. Côté néerlandophone, le 8 septembre de la même année, le député Sammy Mahdi (Cindy Envy) remporte quant à lui l'émission Make Up Your Mind (nl), diffusée sur la chaine privée flamande VTM et dans laquelle s'affrontaient en drag cinq personnalités flamandes.